# Weg-Zeit-Diagramm (Mechanik)
Ein Weg-Zeit-Diagramm (auch Zeit-Weg-Diagramm) ist die graphische Darstellung des durch einen bewegten Körper zurückgelegten Weges im zeitlichen Verlauf.
Dabei werden im Koordinatensystem auf der Abszisse die Zeit t, auf der Ordinate der zurückgelegte Weg s eingetragen. Einfache bzw. vereinfachte t-s-Funktionsverläufe lassen sich in algebraische Gleichungen fassen; eine konstante Geschwindigkeit führt zu einer linearen t-s-Funktion und damit zu einer Geraden im Zeit-Weg-Diagramm.
Wenn nicht der zurückgelegte Weg, sondern der Ort des betrachteten Körpers aufgetragen wird, dann ändert sich die Darstellung gegebenenfalls. Ein Beispiel für ein Zeit-Orts-Diagramm, welches Zeit-Weg-Diagramm genannt wird, ist der Bildfahrplan.